# Čihovitka masová
Čihovitka masová (Ascocoryne sarcoides) je drobná nejedlá dřevokazná houba z čeledi voskovičkovitých.

## Synonyma
- Bulgaria sarcoides (Jacq.) Dicks.,: 168
- Coryne sarcoides (Jacq.) Tul. & C. Tul., (1865)
- Helvella sarcoides (J.G. Kühn) G. Winter
- Lichen sarcoides Jacq., (1781)
- Ombrophila sarcoides (Jacq.) W. Phillips,  1887
- Peziza sarcoides Pers.,  1801
- Pirobasidium sarcoides (Jacq.) Höhn., (1902)
- Scleroderris majuscula Cooke & Massee, (1893)
- Tremella sarcoides (Jacq.) Fr.